# Jacques Clinchamps de Malfilâtre
 (mai 2019).
Jacques-Charles-Louis Clinchamps de Malfilâtre, né à Caen le 8 octobre 1732 et mort à Paris le 6 mars 1767, est un poète français. On le compte souvent parmi les « poètes maudits », comme son quasi contemporain, Nicolas Gilbert.

## Biographie
Malfilâtre était né dans une famille très pauvre. Lorsque le mauvais état de ses yeux contraignit son père à résigner l’emploi qu’il occupait à Caen, ses deux filles durent le nourrir du travail de leurs mains. Comme ce père n’était pas sans lettres, il commença l’éducation littéraire de son fils, qu’il éleva dès l’enfance dans la familiarité de Virgile et d’Ovide, auteurs qui restèrent les muses favorites de Malfilâtre. La légende affirme que son père, aveugle, lui récitait des morceaux des Géorgiques et de l’Énéide de mémoire. Malfilâtre alla terminer ses études classiques au collège des jésuites de Caen où il étudia avec distinction et montra de bonne heure des dispositions pour la poésie. Les pères entreprirent d’attacher à leur compagnie le jeune Malfilâtre qui reçut la tonsure des mains de l’évêque de Bayeux et entra au grand séminaire de cette ville. Il renonça néanmoins à ses projets ecclésiastiques et tourna ses regards du côté de la jurisprudence.
Ce fut au palinod de Caen que Malfilâtre remporta sa première victoire poétique, en 1754 à l’âge de vingt et un ans. Ce succès l’encouragea à concourir de nouveau. Il fut couronné durant cinq années consécutives (1754-1759). Il concourait simultanément, et avec les mêmes pièces de vers, au palinod de Rouen, où il fut également couronné cinq fois de suite. Ces odes envoyées avaient pour sujet, la première, Le Soleil fixe au milieu des planètes, qui contient un exposé vigoureux sur le système de Copernic ; la seconde, le Prophète Élie enlevé aux Cieux ; la troisième, la Prise du fort de Saint-Philippe et la quatrième, Louis le bien-aimé sauvé de la mort, à l’occasion de l’attentat de Damiens.
Marmontel signala Le Soleil fixe au milieu des planètes, son ode couronnée à Caen en 1758, comme « l’aurore d’une belle carrière poétique » et la publia dans le Mercure en 1759 avec ce commentaire très élogieux : « Cet ouvrage d’un très jeune homme, disait-il, me semble annoncer les plus rares talents pour la haute poésie, un enthousiasme vrai, une marche rapide et sûre, la plus heureuse hardiesse dans le tour et dans les idées, le nombre et l’harmonie du vers lyrique, enfin cette chaleur de sentiment qui annonce une âme pénétrée de son sujet et qui caractérise les vers de génie. ». Clément, dans ses Observations critiques et Palissot, dans le Journal français, publièrent avec éloge des morceaux remarquables du jeune poète, entre autres des fragments d’une traduction en vers des Géorgiques de Virgile.
Ainsi encouragé, Malfilâtre monta à Paris où il obtint de l’argent pour une traduction de Virgile, mélangée de prose et de vers. Le libraire éditeur Jacques Lacombe l’employa à des compilations ou peut-être des traductions d’auteurs latins qui lui procurèrent quelque aisance. Le duc de Lauraguais l’employa comme secrétaire et même comme nègre. Ensuite, le comte de Beaujeu l’appela près de lui à Vincennes et voulut assurer sa tranquillité mais Malfilâtre était imprévoyant. À peine à la tête de quelque argent, il avait monté une maison, appelé auprès de lui son père et l’une de ses deux sœurs et dut ses infortunes à son amour pour sa famille : sa sœur s’éprit d’un jeune homme joueur et débauché qu’elle épousa sous ses auspices. Le nouveau couple ne tarda pas à abuser de la facilité de caractère du trop généreux poète qui, ne sachant pas comment résister à ses demandes incessantes, contracta des dettes, afin de subvenir à ses exigences de jeu et de débauches. Les créanciers arrivèrent bientôt, ce que voyant, les siens avaient prudemment regagné Caen, le laissant aux prises avec une situation désespérée. Ce fut dans ces circonstances qu’un de ses amis, M. Collet de Messine, témoin de sa détresse, en avait fait part à de Savines, le futur évêque constitutionnel de Viviers, admirateur de Malfilâtre. Lui ayant fait une visite à Vincennes, Savine trouva « le jeune homme le plus aimable dans toutes les horreurs de l’indigence et dans la frayeur continuelle d’être arrêté et emprisonné à cause des dettes qu’il avait contractées ». Après mûre délibération, MM. de Savine et Collet de Messine lui conseillèrent de changer de nom et de se soustraire provisoirement aux poursuites de ses créanciers par la fuite. Malfilâtre y consentit. On lui loua un petit appartement à Chaillot où il acheva son poème de Narcisse dans l’île de Vénus ébauché à Vincennes. Souffrant d’un abcès au genou contracté à la suite d’une chute de cheval, et qu’il avait d’abord négligé, Malfilâtre fut bientôt contraint de garder la chambre. Il trouva refuge chez une de ses créancières, une brave tapissière du nom de Madame Lanoue qui, plus touchée des souffrances du poète que la perte financière qu’elle allait subir, s’empressa de pourvoir à tous ses besoins. Thomas et de Savines lui prodiguèrent des soins dans sa dernière maladie dans l’hospitalière maison de Madame Lanoue, voisine de Saint-Germain-l’Auxerrois, où Malfilâtre reçut des soins empressés, vivant durant deux ou trois mois en proie à des souffrances aggravées à plusieurs reprises par des opérations cruelles autant qu’inutiles avant de mourir âgé seulement de trente-quatre ans.

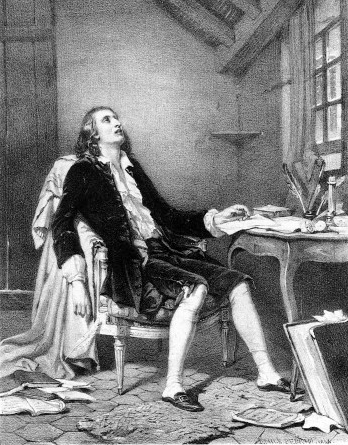
La Mort de Malfilâtre
d'après un portrait par Émile Perrin conservé au musée des Beaux-Arts de Caen.

Malfilâtre était de mœurs douces et simples. Doué comme il était, il aurait pu conquérir dans les lettres une belle carrière et à meilleur titre, s’il avait réussi les salons à la mode où était concentrée la littérature d’alors, mais il manquait d’éducation mondaine. Timide de caractère, il aimait la solitude et n’avait pas le front d’airain et la résistance de caractère qui étaient le privilège de quelques-uns fort inférieurs à lui, mais plus au fait des conditions de la renommée. Il fut bien accueilli dans les bureaux d’esprit qu’on lui conseilla de fréquenter, son ode insérée au Mercure lui ayant servi de passeport. Les coquettes, les petits abbés, les écrivains du Mercure et de l’Almanach des Muses lui sourirent. Il leur lut des morceaux de son Génie de Virgile déjà sur le chantier. On applaudit, on lui promit la postérité, mais ces promesses ne se traduisirent par rien de substantiel. Malfilâtre se refusait, ayant des accointances dans les deux camps, à choisir son camp entre le parti des institutions établies et celui des philosophes préférant les gens de lettres libres d’attache et ne désirant que s’appartenir, vivre à l’écart et n’être qu’un poète. Il n’était pas un homme d’action. « Plus sensible, dit Auger, un de ses éditeurs, aux charmes de la composition qu’à ceux de la gloire, moins empressé d’être connu que jaloux de la mériter », il travaillait au lieu de se pourvoir par l’intrigue, défaire sa cour à ceux qui auraient pu le placer sur le chandelier de la renommée. Sa douceur, son insouciance, l’honnêteté d’une nature simple, lui avaient donné des scrupules sur les moyens de parvenir. « Il avait, dit encore Auger, une âme douce et confiante, aimant tous ceux qui l’entouraient et s’en faisant aimer sans peine. »
Avant de quitter Chaillot, Malfilâtre avait vendu huit cents livres le manuscrit de Narcisse dans l’île de Vénus au libraire Lejay. Narcisse parut l’année suivante (1768) avec l’ode intitulée le Soleil fixe au milieu des planètes et une préface de MM. de Savine et Collet de Messine. Grimm parle de cette édition, ornée d’un frontispice d’Eisen et de quatre figures, dans sa Correspondance. Il y en eut une seconde en 1769, à qui le public fit le même accueil qu’à la première. Une troisième édition eut lieu en 1774, au sein d'un recueil de pièces diverses édité par Lejay. Une quatrième édition parut en  1790 (1 vol, in-8° avec les mêmes figures et une notice anonyme de Fontanes), il avait dès lors acquis une réputation qu’on a quelquefois refusée à de plus grands poètes. Malfilâtre nourrissait de nombreux projets littéraires. Il avait songé au théâtre ; sa collaboration à la Clytemnestre du comte de Lauraguais n’avait été qu’un acte de complaisance, mais le conte d’Annette et Lubin de Marmontel lui avait inspiré une bluette non représentée, dont l’initiative lui appartient. Il avait également achevé une petite pièce, la Fête de Saint-Cloux, en collaboration avec Desfontaines. Dans un autre genre, il avait eu la volonté de mettre le Télémaque en vers et esquissé le plan d’un Hercule au mont Œta dans laquelle il se proposait de transporter sur la scène les déclamations de Sénèque.
Jules Malherbe avait peint un tableau représentant la Mort de Malfilâtre, anciennement conservé au musée des beaux-arts de Caen (détruit en 1944). En dépôt au musée de Rouen existe un autre tableau sur le même sujet, peint en 1857 par Frédéric Legrip.

« La Clytemnestre du comte de Lauraguais est en vers et quelquefois en très beaux vers. Lorsqu’il me les lisait, je lui disais : « Mais, Monsieur le comte, c’est une langue que cela ; où l’avez-vous apprise ? » On dit qu’il a à côté de lui un nommé Clinchant qui la sait »

— Diderot, Lettres à Sophie Volland

## Œuvres
- Le Soleil fixe au milieu des planètes, 1759
- Narcisse dans l’île de Vénus, 1769 (poème en 4 chants, édition posthume)
- Le Bonheur
- Le Génie de Virgile Paris, Maradan, 1810